# Андовер (Мен)
Андовер (англ. Andover) — місто (англ. town) в США, в окрузі Оксфорд штату Мен. Населення — 752 особи (2020).

## Демографія
Згідно з переписом 2010 року, у місті мешкала 821 особа в 385 домогосподарствах у складі 253 родин. Було 603 помешкання
Расовий склад населення:
| - 98,8 % — білих - 0,4 % — корінних американців - 0,4 % — азіатів |

До двох чи більше рас належало 0,5 %. Частка іспаномовних становила 0,0 % від усіх жителів.
За віковим діапазоном населення розподілялося таким чином: 15,6 % — особи молодші 18 років, 60,5 % — особи у віці 18—64 років, 23,9 % — особи у віці 65 років та старші. Медіана віку мешканця становила 51,1 року. На 100 осіб жіночої статі у місті припадало 102,7 чоловіків;  на 100 жінок у віці від 18 років та старших — 104,4 чоловіків також старших 18 років.
Середній дохід на одне домашнє господарство  становив 51 332 долари США (медіана — 44 219), а середній дохід на одну сім'ю — 58 502 долари (медіана — 51 667). Медіана доходів становила 42 269 доларів для чоловіків та 24 583 долари для жінок. За межею бідності перебувало 7,8 % осіб, у тому числі 0,0 % дітей у віці до 18 років та 9,0 % осіб у віці 65 років та старших.
Цивільне працевлаштоване населення становило 223 особи. Основні галузі зайнятості: будівництво — 21,5 %, освіта, охорона здоров'я та соціальна допомога — 20,2 %, роздрібна торгівля — 18,4 %.